# Acetogen
Els acetògens són microorganismes que originen acetat com a producte de la respiració anaeròbia. Aquest procés es coneix com a acetogènesi i és diferent de la fermentació acètica, encara que les dues ocorren en absència d'oxigen i produeixen acetat. Tots aquests microorganismes coneguts són bacteris.
Els acetògens es troben en una gran varietat d'hàbitats, generalment aquells que són anaerobis. Els acetògens poden usar una gran varietat de compostos com a font d'energia i de carboni; els acetògens més ben estudiats fan servir el diòxid de carboni com a font de carboni i l'hidrogen com a font d'energia.